# Emmanuel Krivine
Emmanuel Krivine (* 7. Mai 1947 in Grenoble) ist ein französischer Dirigent und Violinist.

## Leben
Krivines Vater war Russe, seine Mutter Polin. Er studierte zunächst in seiner Heimatstadt Grenoble Violine bei Louise Mercier. 1960 ging er zum Studieren an das Pariser Konservatorium; dort war René Benedetti sein Lehrer. Seine Laufbahn als Geiger begann er früh im Alter von 16 Jahren. 1963 erhielt er im Fach Violine den Ersten Preis des Pariser Konservatoriums. Als Stipendiat der „Chapelle Musicale de la Reine Elisabeth“ in Brüssel unternahm er weitere Studien bei Henryk Szeryng und Yehudi Menuhin, um sich im Violinspiel zu perfektionieren. 1965 verlieh ihm das Königliche Konservatorium Brüssel einen Preis für Virtuosität. Er war in der Folgezeit Gewinner weiterer Violin-Wettbewerbe in Genua, Neapel, Preßburg und London.
Ab 1964 arbeitete er, schwerpunktmäßig in Belgien, auch als Dirigent. 1965 lernte er den Dirigenten Karl Böhm kennen, eine für Krivine entscheidende Begegnung; daraufhin widmete er sich immer stärker dem Dirigieren.
1975 dirigierte er beim Neujahrskonzert erstmals das Nouvel Orchestre Philharmonique de Radio France. Von 1976 bis 1983 war er ständiger Gastdirigent (Principal Guest Conductor) dieses Orchesters. Von 1979 bis 1981 unterrichtete er parallel am Konservatorium von Lyon im Fach „Orchesterleitung“. 1981 gab er, nach einem Autounfall, das Violinspiel auf und arbeitet seither ausschließlich als Dirigent. Von 1981 bis 1983 war er Leiter des Orchestre Philharmonique de Lorraine, heute Orchestre National de Lorraine. Von 1983 bis 1985 war er ständiger Gastdirigent (Principal Guest Conductor) des Orchestre National de Lyon. 1987 wurde er zum Musikalischen Leiter und Chefdirigent des Orchesters ernannt. Diesen Posten hatte Krivine bis 2000 inne. 1988 führte er im Rahmen des „Festival Berlioz“ in Lyon das Berlioz-Requiem mit John Aler (Tenor), sowie Chor, Philharmonie (Philharmonia de Lyon) und dem Opernorchester Lyon auf. 1989 dirigierte Krivine die Uraufführung von Michel Legrands Komposition Concertoratorio, eine Auftragsarbeit aus Anlass der Zweihundertjahrfeier der Französischen Revolution. Im Februar 1992 war er im Rahmen des kulturellen Rahmenprogramms der Olympischen Winterspiele 1992 der Dirigent bei einer konzertanten Aufführung der Berlioz-Oper La damnation de Faust (in den Hauptrollen: Gregory Kunde und José van Dam) mit dem Orchestre National de Lyon in Clermont-Ferrand. 1993 war er Dirigent bei der Uraufführung der Komposition Passagers von Michael Jarrell. Im Sommer 1993 dirigierte er, als kurzfristiger Einspringer, beim 3. Europäischen Musikfest in Stuttgart das Brahms-Requiem mit dem Radio-Sinfonieorchester Stuttgart (mit Julia Varady und Håkan Hagegård als Solisten).
Ab 2001 war Krivine Gastdirigent des Orchestre Philharmonique du Luxembourg (OPL). Seit der Spielzeit 2006/2007 war er Chefdirigent und Musikalischer Leiter des Luxemburger Orchesters. Im Mai 2009 verlängerte Krivine seinen Vertrag mit dem OPL bis zur Saison 2014/2015. Seit letztes Konzert als Chefdirigent des Orchestre Philharmonique du Luxembourg leitete Krivine Anfang Juli 2015. Sein Nachfolger ab der Konzertsaison 2015/2016 wurde Gustavo Gimeno.
Ab der Konzertsaison 2015/2016 war Krivine Erster Gastdirigent des Scottish Chamber Orchestra („Principal Guest Conductor of the Scottish Chamber Orchestra“).
2004 gründete Krivine gemeinsam mit Musikern aus ganz Europa das Orchester „La Chambre Philharmonique“. Das Orchester widmet sich unter Krivines Leitung der Entdeckung und Interpretation von Orchesterwerken der Klassik, Romantik und der zeitgenössischen Musik, aufgeführt jeweils mit Original-Instrumenten der Epoche. Der erste Auftritt der Formation war 2004 beim Musikfestival Folles Journées de Nantes. Mit dem Orchester „La Chambre Philharmonique“ entstanden in der Folgezeit auch CD-Aufnahmen für das Label Naïve, so die c-Moll-Messe von Wolfgang Amadeus Mozart sowie die Sinfonie Nr. 4 A-Dur („Italienische“) op. 90 und die Sinfonie Nr. 5 d-Moll („Reformationssinfonie“) op. 107 von Felix Mendelssohn Bartholdy.
In den Jahren 2017–2020 leitete Krivine als Chefdirigent das Orchestre National de France in Paris.

## Gastdirigent
Als Gastdirigent dirigierte Krivine zahlreiche renommierte Orchester, unter anderem die Berliner Philharmoniker, die Staatskapelle Dresden, das Concertgebouworkest Amsterdam, das London Symphony Orchestra, das London Philharmonic Orchestra, das Gewandhausorchester Leipzig, das Orchestre Philharmonique de Nice, das Tonhalle-Orchester Zürich, das Orchester der RAI in Turin und die Tschechische Philharmonie.
In Nordamerika dirigierte er das Boston Symphony Orchestra, das Cleveland Orchestra, das Philadelphia Orchestra, das Los Angeles Philharmonic Orchestra und das Montreal Symphony Orchestra. Er dirigierte das Sydney Symphony Orchestra und das Melbourne Symphony Orchestra.
In der Spielzeit 2010/11 trat er mit dem Philadelphia Orchestra, dem Chamber Orchestra of Europe, der Sankt Petersburger Philharmonie, dem Radio-Sinfonie-Orchester Frankfurt (RSO Frankfurt), der Deutschen Kammerphilharmonie Bremen und dem National Symphony Orchestra in Washington, D.C. auf. 2012 gastierte er mit der Orchester-Formation „La Chambre Philharmonique“ beim Beethovenfest Bonn.
Krivine arbeitet schwerpunktmäßig als Konzertdirigent. Gelegentlich übernahm er auch die Leitung von Opern-Produktionen, so unter anderem Die Fledermaus (Opéra de Lyon; Dezember 2008) und Béatrice et Bénédict (Opéra-Comique in Paris; Februar 2010).
Die britische Tageszeitung The Guardian bezeichnete Krivine 2003 als einen der „größten Dirigenten unserer Zeit“.

## Tondokumente
Für das Label „Timpani“ nimmt Krivine gemeinsam mit dem OPL Werke der Orchesterliteratur auf; unter anderem sind bereits zwei CDs der Gesamteinspielung der Orchesterwerke von Claude Debussy veröffentlicht worden. Die Einspielungen erfolgten im Februar 2009. Emmanuel Krivine hat weiters Aufnahmen mit dem Philharmonia Orchestra, den Bamberger Symphonikern, der Sinfonia Varsovia und dem Orchestre National de Lyon veröffentlicht. Er hat Werke von Richard Strauss, Arnold Schönberg, Maurice Ravel, Hector Berlioz, Vincent d’Indy, Pierre-Octave Ferroud, Joseph Guy Ropartz und Pascal Dusapin auf CD eingespielt.